# 34567 Weidekoo
34567 Weidekoo este o planetă minoră (asteroid), cu un diametru de 5,311 km, din centura de asteroizi. A fost descoperită pe 28 septembrie 2000 la Experimental Test Site⁠(d) de Lincoln Near-Earth Asteroid Research. 
Obiectul prezintă o orbită caracterizată de o semiaxă mare de 3,0566584 UAi, o excentricitate de 0,06, o înclinație de 8,40408 ° în raport cu ecliptica.